# آلبوم

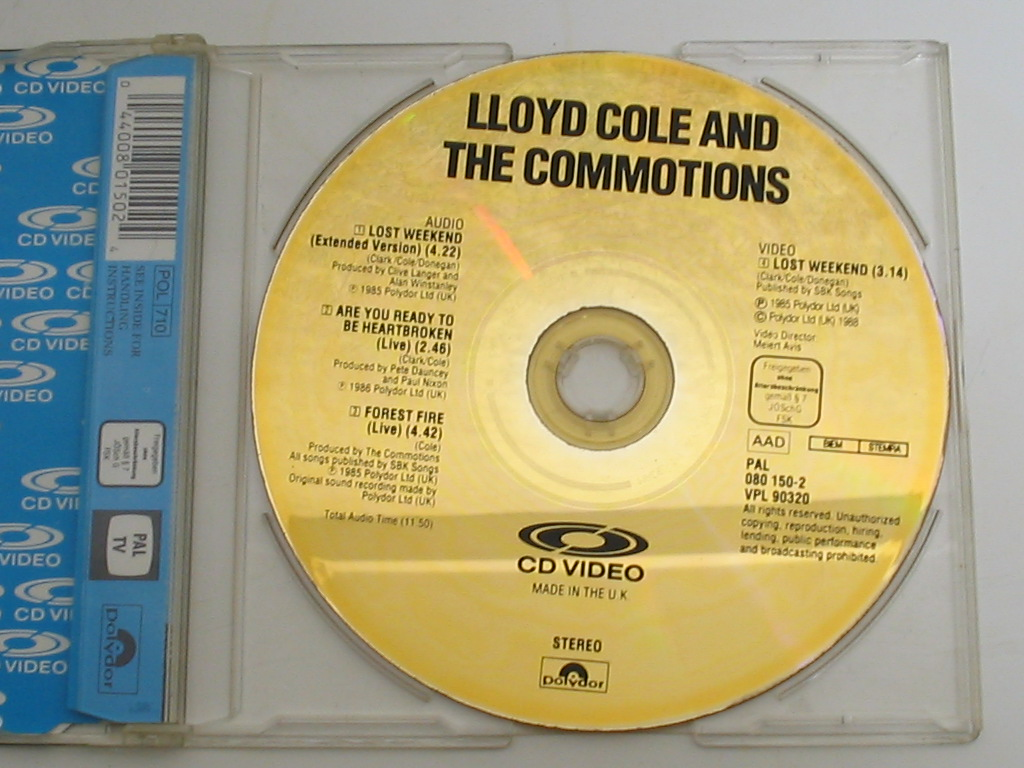
یک لوح فشرده آلبوم موسیقی

آلبوم یا جُنگ به چند آهنگ موسیقی که بر روی صفحه گرامافون، نوار کاست، لوح فشرده یا پخش دیجیتالی است گفته می‌شود. واژه آلبوم ابتدا به کتابی گفته می‌شده است که برای جمع‌آوری و نگهداری اقلام متفرقه همچون عکس، تمبر پستی، بریده روزنامه به کار می‌رود. این عبارت بعدها برای موسیقی نیز کاربرد پیدا کرد.
مشهورترین و موفق‌ترین آلبوم تاریخ آلبوم تریلر از مایکل جکسون است که در ۳۰ نوامبر ۱۹۸۲ (۹ آذر ۱۳۶۱) منتشر شد. این آلبوم با فروش بیش از ۱۱۰ میلیون نسخه پرفروش‌ترین‌ترین آلبوم جهان محسوب می‌شود.

## انواع آلبوم

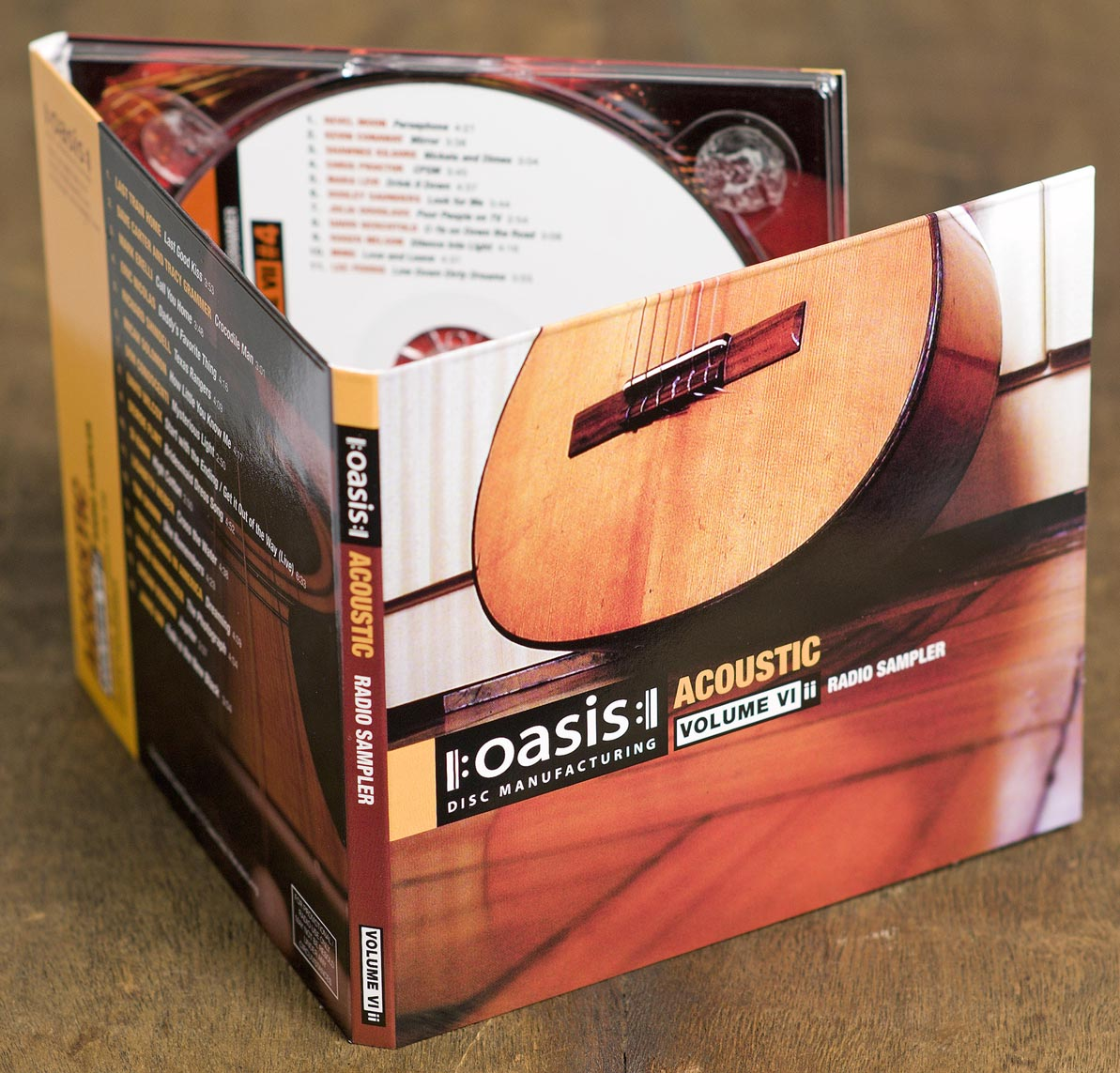
مجموعه پخش رادیویی Digipak، پنل 6 تایی براق UV، سینی سمت راست 4/0، OasisCD.com/digipak

### استودیویی
آلبوم استودیویی (به انگلیسی: studio album) مجموعه‌ای از ترانه‌هایی است که به وسیلهٔ یک هنرمند در استودیو تهیه شده باشد. این نوع آلبوم معمولاً شامل اجراهای زنده یا بازترکیب‌ها (Remix) نیستند و اگر باشند آن ترانه‌ها قسمت عمدهٔ آلبوم را تشکیل نمی‌دهند و معمولاً با واژهٔ ترانهٔ اضافی شناخته می‌شوند. به‌خاطر ماهیت بسیار آماده‌شدهٔ این آلبوم‌ها، می‌توانند شامل جزئیات حرفه‌ای و تکنیک‌های تولیدی و زینت‌های خاصی مانند segue (بدون توقف از یک ترانه، ملودی یا صحنه به دیگر ترانه، ملودی یا صحنه ادامه‌دادن)، اِفِکت‌های صدایی و همکاری‌های ارکستری باشند که در یک ترانهٔ زنده، اجرای آن‌ها دشوار است.

### زنده
آلبوم زنده (به انگلیسی: Live album) آلبومی است که در طی یک اجرای زنده (همانند کنسرت) ضبط می‌شود. در برخی از این آلبوم‌ها، قطعه‌هایی از ترانه‌های استودیویی که قبلاً منتشر نشده بود هست.

## آهنگ‌ها
هر آلبوم چند آهنگ دارد. معمولاً هر آهنگ، یک قطعهٔ موسیقی مستقل است. برخی از این آهنگ‌ها ممکن است به صورت مستقل در قالب تک‌آهنگ منتشر شوند. به هر آهنگ یک آلبوم، ترَک نیز گفته می‌شود. واژهٔ انگلیسی ترک (به انگلیسی: track، به معنی شیار یا رده‌پا) در اینجا ریشه در زمانی دارد که آلبوم‌ها روی صفحه گرامافون منتشر می‌شدند. در صفحهٔ گرامافون، محل فاصلهٔ بین آهنگ‌ها را می‌شد روی شیارهای صفحهٔ گرامافون با چشم دید.

### آهنگ جایزه
آهنگ جایزه
آهنگ جایزه یا بونس (به انگلیسی: bonus) قطعه‌ای موسیقی است که به آلبوم اضافه شده‌است. این کار ممکن است به منظور بازاریابی یا دیگر علت‌ها انجام شود. آهنگ جایزه جزئی از آلبوم اصلی نیست، و معمولاً یک تک‌آهنگ، اجرایی مجدد از آهنگی دیگر، یا نسخهٔ اجرای زندهٔ یکی از آهنگ‌هاست.